# Sd.Kfz. 222
Leichter Panzerspähwagen (2 cm), Sd.Kfz.222 (попередніх випусків) — німецький легкий бронеавтомобіль 1930-х років.
Розроблений фірмою Eisenwerken Weserhütte у середині 1930-х років як розвідувальна чи штабна машина. Серійне виробництво почалося 1937 року і тривало до лютого 1944 року, всього було випущено 990 бронеавтомобілів цього типу. Sd.Kfz.222 використовувалися німецькими військами протягом всієї Другої світової війни, невелика їх кількість була також продана іншим країнам.

## Опис конструкції

### Озброєння
На машині встановлювалася 20-мм автоматична гармата 2 cm KwK 30 І KwK 30 і спарений з нею кулемет МГ-34. Скорострільність гармати становила 280 постр/хв. Початкова швидкість бронебійного снаряда — 780 м/с. За німецькими даними, він пробивав на відстані 500 м 20-мм броню. Наведення гармати на ціль ручне. Спуски гармати і кулемета були синхронізовані, проте можливо було вести роздільний вогонь. Часто згадується, що боєкомплект складався з 180—200 пострілів до гармати і 1050—2000 патронів до кулемета, але у реальності екіпаж міг взяти більше боєприпасів, оскільки в машині було вільне місце. Вертикальне наведення гармати і кулемета змінювалося від −7° до +80°, завдяки чому був можливий вогонь по повітряних цілях.

## Використовувався
- Німеччина
- Болгарія — 20 машин (17 Sd.Kfz.222 і 3 Sd.Kfz.223)
- Китай — 12 одиниць

## Бойове застосування
Бойова кар'єра нових бронемашин Sd.Kfz.221/222 почалася з анексії Судетів восени 1938 року. Перевезені морем, ці машини брали участь у захопленні Клайпеди (Мемеля) у березні 1939 року, а 15 березня 1939 року «Panzerspaehrwagen» брали участь в окупації Чехії і Моравії.
До початку 2-ї Світової війни бронеавтомобілі Sd.Kfz.222 і Sd.Kfz. 221 перебували в різних частинах Вермахту і загонів СС. 1 вересня 1939 року німецька армія мала близько 1200 бронеавтомобілями різних типів.
Танкова дивізія по штату мала 90 бронемашин, які перебували в різних підрозділах дивізії. Наприклад, 1-ша стрілецька бригада (Schuetzen Brigade) 1-ї танкової дивізії була оснащена вісьмома бронеавтомобілями. Штаб дивізії мав взвод бронеавтомобілів, у якому було чотири Sd.Kfz.221 і чотири Sd.Kfz.222.
Найбільша кількість броньовиків знаходилося в розвідувальному батальйоні (дивізіоні) цієї дивізії (Aufklaerungs Abteilung) — цілих 60 штук. Ними оснащувалися дві роти (ескадрону). Рота складалася з трьох взводів: важкого, змішаного і легкого. Легкі бронеавтомобілі були тільки у взводах двох останніх типів: в змішаному взводі було чотири Sd.Kfz.221 і чотири Sd.Kfz.222, а в легкому взводі — шість Sd.Kfz.221.
Решта вісім бронеавтомобілів входили до складу мотоциклетного батальйону.
Вісім броньовиків (по чотири Sd.Kfz.221 і Sd.Kfz.222) перебувало в полку СС «Deutschland», 13 їх було в моторизованому розвідувальному батальйоні СС. Вісім у взводі бронеавтомобілів (по чотири Sd.Kfz.221 і Sd.Kfz.222).
Легкі дивізії мали більше бронеавтомобілів, аніж танкові дивізії. У 1-й легкої дивізії їх було лише 90, в той час як у 2-ї, 3-ї і 4-ї легких дивізіях бронеавтомобілів було більше. Справа в тому, що до складу легкої дивізії входив не батальйон, а полк розвідників (Aufklaerung Regiment), що спричинило створення в рамках полку батальйону бронемашин — «Panzerspaehrwagen Abteilung».
Моторизовані дивізії мали у складі розвідувальний батальйон, у якому, у свою чергу, була рота бронеавтомобілів (два змішаних і один легкий взвод) — разом десять Sd.Kfz.221 і чотири Sd.Kfz.222.

### Польська кампанія
У польській кампанії брали участь також і загони СС: полки СС «Leibstandarte SS Adolf Hitler» і «Germania». У кожному з цих полків було по взводу бронеавтомобілів (чотири Sd.Kfz.221 і чотири Sd.Kfz.222).
Під час вересневої кампанії бронеавтомобілі Sd.Kfz.221 і Sd.Kfz.222 використовували, в основному, для розвідки і підтримання зв'язку. Іноді справа доходила до сутичок з польською бронетехнікою. У порівнянні з польськими броньовиками і танкетками, німецькі «Panzerspaehrwagen» мали перевагу в швидкості, прохідності, a Sd.Kfz.222 і в озброєнні. Однак польські танки Vickers «Е» і 7ТР, бронеавтомобілі wz.29 і wz.34, а також танкетки TKS були озброєні краще німецьких броньовиків. У Польщі німці втратили 80 броньовиків з них 60 легких бронеавтомобілів різних типів.
Після закінчення польської кампанії легкі дивізії розгорнули у звичайні танкові дивізії, закінчили формування 10-ї танкової дивізії, а дивізія «Кемпф» була розформована. Під час бойових дій на Заході в кожної танкової дивізії було тільки по 61 броньовика. Кожен розвідувальний батальйон складався з двох рот бронеавтомобілів, за оснащеністю відповідним штатам «танкової дивізії зразка 1939 року». Тільки до складу 9-ї танкової дивізії замість розвідувального батальйону раніше входив розвідувальний полк, у якому був двохротний розвідувальний батальйон.
У моторизованій піхотній дивізії був розвідувальний батальйон, що мав одну роту бронеавтомобілів. Крім того, в піхотній дивізії було декілька бронемашин  зв'язку.

### Французька кампанія
У французькій кампанії брали участь дві дивізії СС і одна бригада СС. «SS-Verfugungs-Division» був оснащений бронеавтомобілями за наступною схемою: в кожному полку (Standarte) був взвод бронеавтомобілів (два Sd Kfz 221 і два Sd Kfz 222), у розвідувальному батальйоні (SS-Anfklaerungs-Sturmbann) — рота бронеавтомобілів, у штабному відділенні — чотири Sd.Kfz.223, у взводах «підтримки» — чотири Sd.Kfz.221 і чотири Sd.Kfz.222, а у другому взводі — шість Sd.Kfz.221.
У дивізії СС «Totenkopf» штати не передбачали оснащення бронеавтомобілями. Вже після початку бойових дій ця дивізія СС стала використовувати трофейні броньовики «Panhard» AMD 1935 — «Panhard» 178.
У полку СС «Leibstandarte SS Adolf Hitler» як і раніше залишався тільки один взвод бронеавтомобілів.
У штабної роти «Lehr Brigade» було відділення бронеавтомобілів, що налічувало п'ять броньовиків. У 5-му батальйоні моторизованого полку «Grossdeutschland» був взвод бронеавтомобілів (чотири Sd.Kfz.223 і три Sd.Kfz. 222). Такий же загін входив до складу батальйону охорони фюрера, який перебував на території ставки фюрера в Растенбурзі (Кентшин).
У частинах СС Sd.Kfz.221, Sd.Kfz.222 були згруповані в розвідувальні дивізіони (Stunnbann). Так було в дивізіях СС «Reich» і «Wiking», а також у бригаді СС (фактично дивізії СС) «Leibstandarte SS Adolf Hitler». Крім того у двох полках моторизованої дивізії СС «Reich» («Der Fuehrer» і «Deutschland») в роті підтримки був взвод бронеавтомобілів — два Sd.Kfz. 221 і два Sd.Kfz.222).

### На Східному фронті
До початку операції «Барабаросса» нациска армія мала 961 броньовиком типу Sd.Kfz.221/222/223 і близько 190 бронеавтомобілів Р 204 (f).
В умовах російського бездоріжжя виявилося, що прохідність німецьких броньовиків недостатня для руху за «напрямками». Бойова цінність бронемашин при зіткненні з Т-34 і KB була суто теоретичною. Але оскільки в арсеналі німецької армії не було гідного «заступника», броньовикам довелося продовжити свою нелегку службу, несучи втрати при зіткненнях з більш потужним супротивником.
Хоча штати танкових дивізій «зразка 1942 і 1943 років» передбачали розвідувальний дивізіон, оснащений бронемашинами, але на практиці замість Sd. Kfz.221/222/223 намагалися використовувати важкі бронемашини Sd.Kfz.232.
У завершальний період війни в розвідувальні частини почав надходити напівгусеничний бронеавтомобіль Sd.Kfz.250/9.

### В ході війни в Африці
Добре себе показали бронеавтомобілі Sd.Kfz.222, 221, 223, які входили до складу 3-10 розвідувального дивізіону 5-ї легкої дивізії «Deutsches Afrika Korps». Під час першої лівійської кампанії в лютому-травні 1941 року, ця частина не тільки проводила розвідку, але неодноразово з успіхом брала участь у наступальних операціях, діючи проти численних англійців, що мали танки. Швидкі німецькі броньовики викликали спустошення в рядах противника.
Наслідком поразки німецького корпусу «Африка» у травні 1943 року стала втрата вермахтом тисяч одиниць колісної та гусеничної техніки. Союзники захопили тоді багаті трофеї, причому в числі трофеїв виявилося чимало трофеїв німецьких автомобілів союзників, захоплених Роммелем під Тобруком, при Касеєріні і взагалі по всій Північній Африці. Тепер на цій техніці німців та італійців, які капітулювали, союзники перевозили в табори для військовополонених.
Одним з найбільших концтаборів був табір тимчасового утримання Матью, розташований трохи південніше портового міста Бізерта, що в північному Тунісі. Табір був унікальний тим, що до нього вів битий шлях, по якому полонені німці могли під'їхати на автотранспорті прямо до воріт. У цьому таборі сконцентрували трофейну колісну і легку гусеничну техніку, в той час як танки звозили в інші місця. Захоплену «двічі трофейну» техніку союзники по можливості намагалися відремонтувати і пустити в справу, в той час як техніка німецького виробництва в масі своїй йшла в металобрухт, за винятком зразків, відібраних представниками технічної розвідки союзників для вивчення і оціночних випробувань.

## Фотогалерея

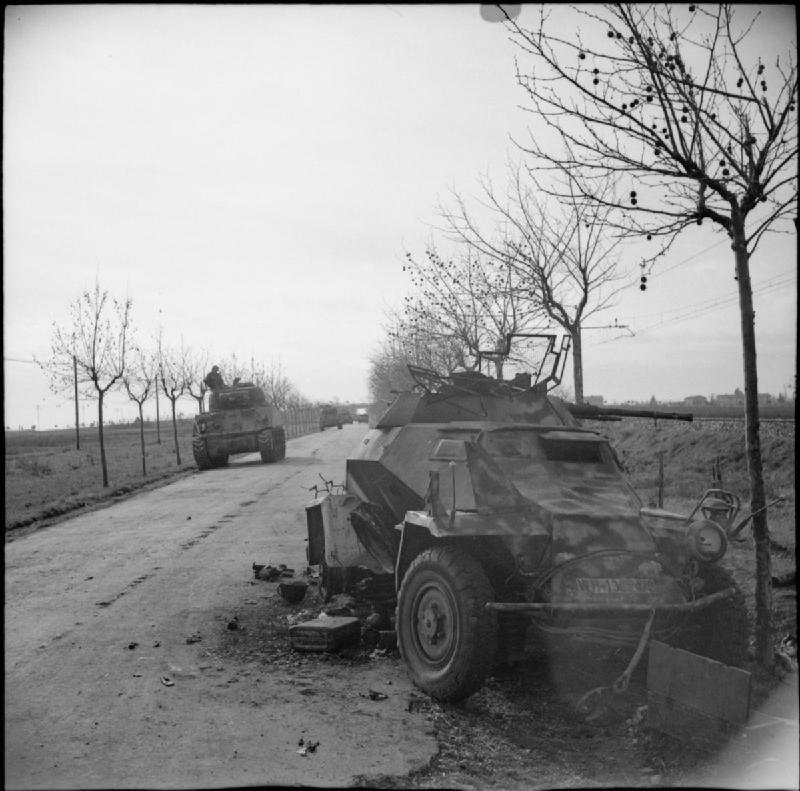
Підбитий Sd.Kfz.222, Італія, 25 січня 1944 р.
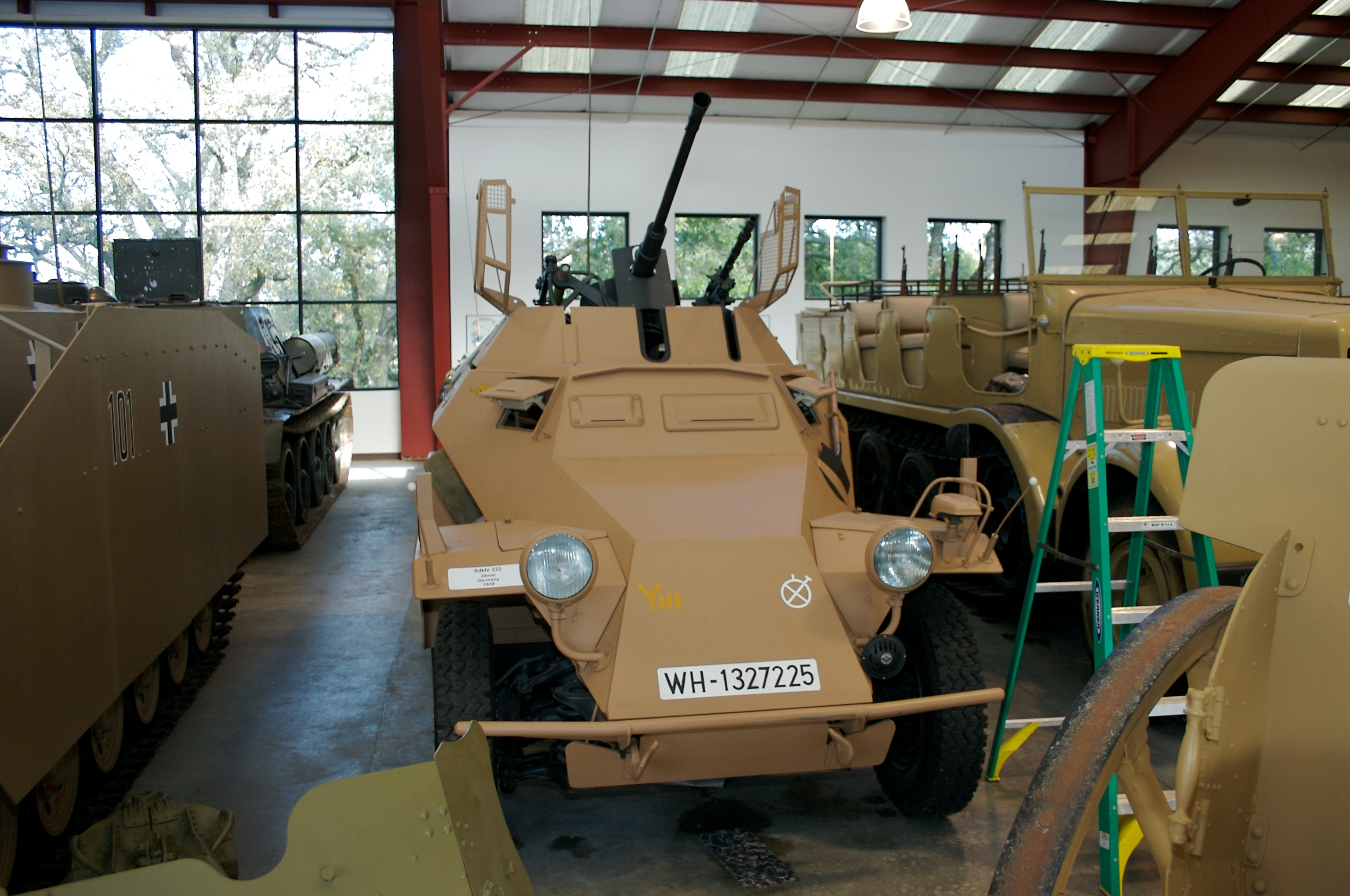
Sd.Kfz.222 у приватній колекції
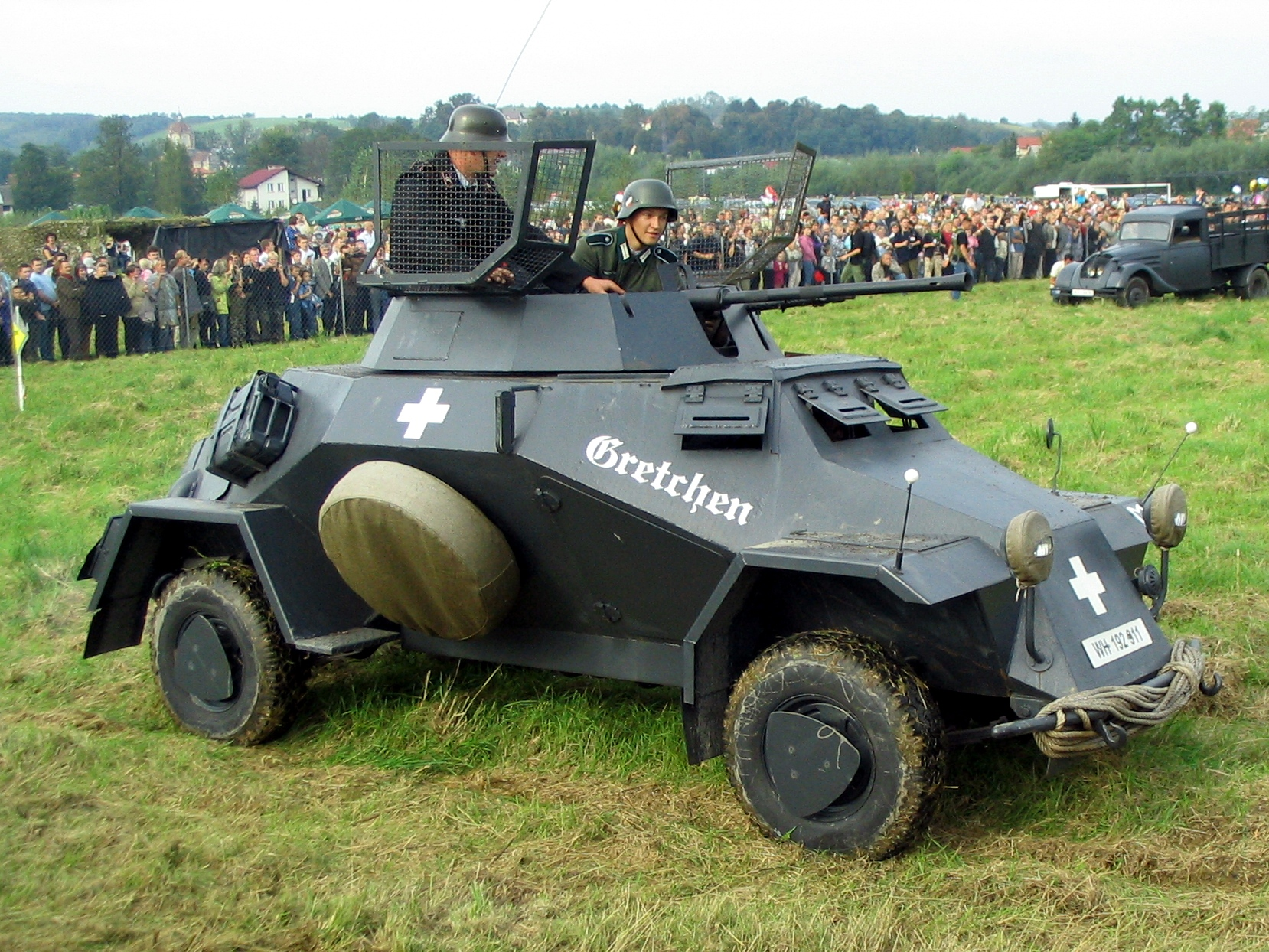
Реконструкція
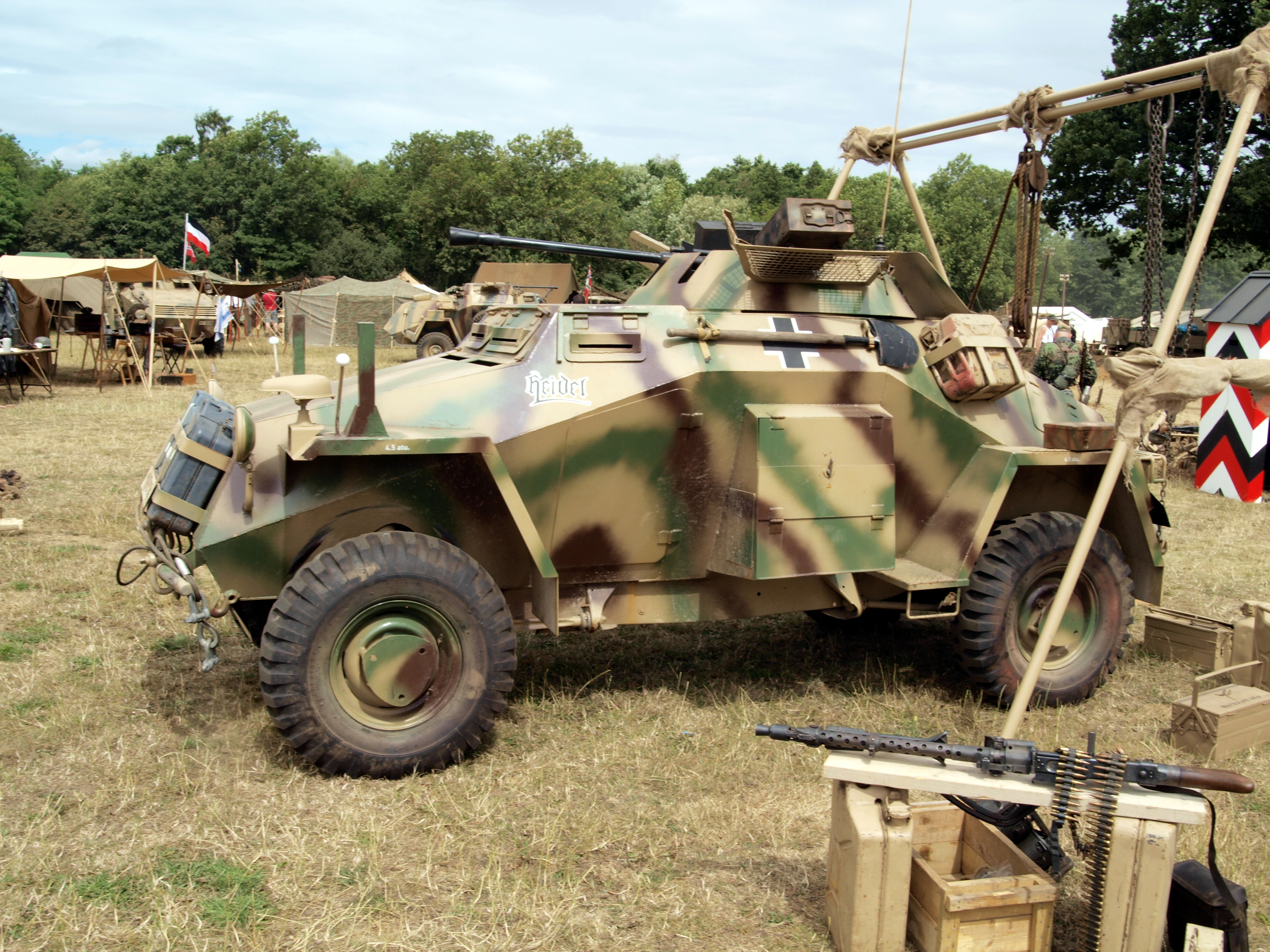
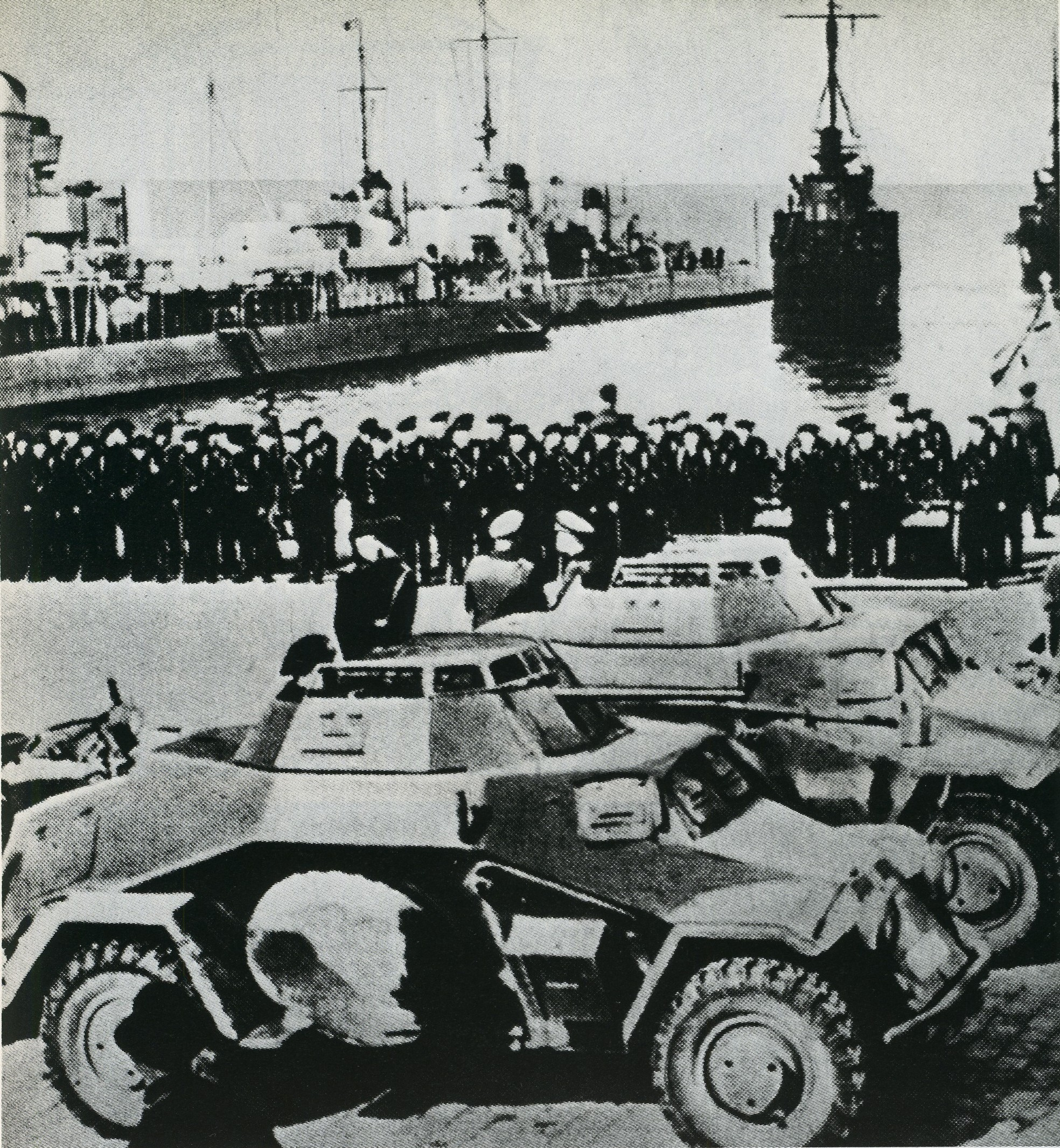
Вермахт у Клайпеді в березні 1939